# Ајрин (Мисури)
Ајрин (енгл. Irena) град је у америчкој савезној држави Мисури.

## Демографија
По попису из 2010. године број становника је 18, што је 15 (-45,5%) становника мање него 2000. године.
| Група             | 2000.       | 2010.       |
| Белци             | 33 (100,0%) | 18 (100,0%) |
| Афроамериканци    | 0 (0,0%)    | 0 (0,0%)    |
| Азијати           | 0 (0,0%)    | 0 (0,0%)    |
| Хиспаноамериканци | 0 (0,0%)    | 0 (0,0%)    |
| Укупно            | 33          | 18          |